# Marek Rubnikowicz
Marek Rubnikowicz (ur. 14 lipca 1955 w Drawsku Pomorskim) – polski historyk i archeolog, doktor nauk humanistycznych. W latach 2001–2002 Generalny Konserwator Zabytków, w latach 2007–2020 dyrektor Muzeum Okręgowego w Toruniu, w latach 2018–2021 przewodniczący Rady do Spraw Muzeów i Miejsc Pamięci Narodowej.

## Życiorys
Ukończył studia na Uniwersytecie im. Adama Mickiewicza w Poznaniu. Stopień doktora nauk humanistycznych w zakresie archeologii uzyskał w 1991 na tej samej uczelni. Tematem jego rozprawy doktorskiej było Późnośrednowieczne i nowożytne hutnictwo szkła na Pomorzu Gdańskim. (W świetle źródeł archeologicznych), a promotorem pracy Jerzy Olczak.
Od 1979 pracował na Uniwersytecie Mikołaja Kopernika w Toruniu, od 1993 zajmował stanowisko wojewódzkiego konserwatora zabytków w Toruniu. W 1999 powołany został na stanowisko zastępcy Generalnego Konserwatora Zabytków (GKZ). Po aresztowaniu jesienią 2001 Aleksandra Brody – wówczas GKZ – faktycznie przejął jego obowiązki, pełniąc je do czasu mianowania wiosną 2002 generalnym konserwatorem zabytków Aleksandry Jakubowskiej. Od 4 lipca 2002 pełnił funkcję Kujawsko-Pomorskiego Wojewódzkiego Konserwatora Zabytków z siedzibą w Toruniu. 1 stycznia 2007 objął stanowisko Dyrektora Muzeum Okręgowego w Toruniu, pełnił tę funkcję do 2020. Od 2012 był  członkiem Rady do Spraw Muzeów przy Ministrze Kultury i Dziedzictwa Narodowego.

## Wybrane publikacje
- Toruń – ciepło dla Starego Miasta (1992, wspólnie z Janem Wroniszewskim)
- Perły z lamusa: najcenniejsze zbiory Muzeum Okręgowego w Toruniu, red. naukowa (2009, ISBN 978-83-60324-30-1)
- Tajemnice Samurajów: wystawa uzbrojenia japońskiego z polskich zbiorów prywatnych i Muzeum Okręgowe w Toruniu 2011, katalog wystawy, ISBN 978-83-60324-47-9.
- Radacz: studium krajobrazu kulturowego – przywrócenie tożsamości miejsc 2018, współautor pracy zbiorowej, ISBN 978-83-952859-0-5.

## Nagrody i wyróżnienia
- 2002 – Medal „Thorunium”[4]
- 2018 – Medal „Gloria Artis”[5]
- 2020 – Medal Marszałka Województwa Kujawsko-Pomorskiego „Hereditas Saeculorum”[6]
- 2020 – Krzyż Kawalerski Orderu Odrodzenia Polski[7]
- 2020 – Medal „Za zasługi dla Miasta Torunia” na wstędze[8]